# Фредерік Трістан
Фредері́к Тріста́н (справжнє ім'я  Жан-Поль Фредері́к Баро́н Тріста́н — фр. Frédérick Tristan, Jean-Paul Frédéric Tristan Baron; 11 червня 1931, Седан — 2 березня 2022) — французький письменник, поет, драматург і мистецтвознавець. Відомий також під псевдонімами Данієль Саррера і Мері Лондон.

## Біографія
Фредерік Трістан (Жан-Поль Барон) народився в сім'ї Жана-Люсьєна Барона та Рашель Пердро.
1957 року помирає батько письменника, і його єдиному синові доводиться взяти на себе управління текстильною фірмою. У бізнесових справах Фредерік Трістан багато подорожує Європою, віддаючи перевагу Італії; до 1986-го йому часто доводиться відвідувати Китай, В’єтнам, Лаос, Бірму.
Перша книжка поезій «Убитий Орфей» вийшла 1948 року. Серед найвідоміших творів Фредеріка Трістана — дев'ять романів, збірка п'єс «Театр пані Берти», збірка інтерв'ю «Вивернута рукавичка», три праці з іконології. У 1952 році він взяв участь у роботі митецького об'єднання «Графічні пошуки» під керівництвом Жоеля Піктона. Графічні твори Трістана, характерні абстрактністю й логікою сну, представлено в рамках ЮНЕСКО та IMEC. Ретроспективна виставка чорно-білих графічних робіт Трістана відбулася в бібліотеці (медіатеці) Рюей-Мальмезона у жовтні 2010 року. З 1983 по 2001 рік він був професором іконології (період раннього християнства і Ренесансу) в паризькій школі торгівлі творами мистецтва і влаштування культурних заходів (ICART). 2000 року він витлумачив свою творчість у «Вивернутій рукавичці» — серії інтерв'ю з критиком Жаном-Люком Моро. У 2010-му опубліковано його автобіографію під назвою «Біженець в нікуди». Ці спогади описують, зокрема, дитинство, знищене війною, бунтівний підлітковий вік і зустрічі з такими видатними людьми, як Андре Бретон, Мірча Еліаде, Анрі Корбен, Рене Алло, Франсуа Ожієра, Жан Парі, Антуан Февр. Завдяки цим літераторам він зміг перебудуватись і писати твори.
За мотивами Трістанового роману «Героїчні поневіряння Балтазара Кобера» у Польщі 1988 року знято фільм «Незвичайна подорож Балтазара Кобера» («Niezwykła podróż Baltazara Kobera»). Режисер — Войцех Єжи Гас.
1983 року Трістан одержав Ґонкурівську премію за роман «Заблудлі душі», а 2000-го — Велику літературну премію від Спілки літераторів за весь обсяг роботи. Письменник одружений. Марі-Франс Трістан працює в Сорбонні. Вона літературознавець, спеціалізується на творчості поета Джамбаттісти Маріно.
З усім архівом Фредеріка Трістана (рукописи, видані й перевидані книжки, аудіо- та візуальна документація, огляди тощо) можна ознайомитися на сайті Інституту пам'яток сучасної видавничої справи (IMEC).

## Про творчість

### «Заблудлі душі»
Великий успіх роману «Заблудлі душі» дозволив Фредерікові Трістану цілком віддатися творчій праці. Цей твір цікавий і вартісний сьогодні тим, що проповідує ідеї космополітизму, загальнолюдського єднання без відречення від своїх коренів. Усі ми — гості на одній планеті, в одному житті. Жодна з націй, жодна з рас, жодне віросповідання не може бути вищим, головнішим. Немає такого права, за яким хтось може розпоряджатися чужим життям. Твір підіймає проблему знаменитої, забезпеченої людини у своїй самотності. Чи стає людина щасливою, коли переживає стільки горя й біди, жахів і переслідувань? Чи може особа зробити щось, аби відвернути біду світу, яку сама відчуває, але інші не бачать чи не хочуть бачити?

### Псевдоніми
Крім псевдоніма «Фредерік Трістан», Жан-Поль Барон використовував ще два. Замолоду публікувався як «Данієль Саррера». Тривалий час вважали, що це молода поетеса (* 1932 — † 1949). Її твори «Остячка» й «Антропа» (1951, 1953), на думку критика Робера Сабатьє, належать до головних поетичних текстів ХХ століття.
Ядро міфу Данієль Саррера — це її самогубство. 17-річною вона нібито кинулася під поїзд на паризькому вокзалі Ґар-де-Ліон. Перед тим самогубця залишила там, де останнім часом проживала, — на горищі будинку № 42 на вулиці Бонапарта, кілька шкільних зошитів короткої прози, яку в сімдесятих роках Фредерік Трістан опублікував під назвами «Твір» («Oeuvre») і «Щоденник» («Journal»). Таким чином таємнича письменниця стала кумиром літературного андерґраунду. До її прихильників належали, крім феміністок, численні молоді читачки. Деякі з них, прочитавши твори Данієль Саррера, наклали на себе руки.
«Твір» і «Щоденник» перекладено нідерландською, італійською, англійською та німецькою («Arsenikblüten», 1978) мовами. У Німеччині міф і творчість Данієль Саррера мали особливий вплив. Зокрема, Райнер Вернер Фасбіндер зацитував молоду французьку письменницю у драмі про терористів «Die dritte Generation» (1979) («Третя генерація»). У перформансах її óбраз втілили берлінські актриси Хаді Зойберт і Ліліт Рудгарт, а також норвежка Ганне Дісеруд. 2003 року німецький поет і драматург Пауль М. Вашкау скликав у Берліні конгрес, присвячений Данієль Саррера. В оповіданні «Ракове кафе» («Café Cancer») письменник і журналіст Гаральд Гарцгайм передав історію Саррера засобами жанру літератури жахіть. Доля Данієль Саррера надихнула письменницю Ніно Гараташвілі написати дебютний роман «Юя» («Juja»).
Зразу ж після опублікування «Твору» та «Щоденника» насторожувало те, що, крім них, немає ніяких доказів існування Данієль Саррера як реальної, а не фіктивної особи. Зрештою Фредерік Трістан признався в авторстві. Пояснив, що Данієль — це його друге «я». Однак П'єр Борель поставив під сумнів це признання, вказавши на анахронізми в текстах та стилістичні відмінності між записками Саррера і Трістановими романами. Цей французький критик зробив висновок: автор, як і раніше, невідомий.
З 1986-го по 2001 рік Фредерік Трістан під псевдонімом Мері Лондон опублікував дванадцять детективних романів під загальною назвою «Розслідування сера Малкольма Айворі». Писав ці романи, на свій розсуд, вільно використовуючи сюжетну лінію, яку йому пропонував видавець.

## Твори

### Проза
- Le dieu des mouches, Grasset 1959, Fayard 2001 — «Бог мух»
- Naissance d'un spectre, Bourgois 1969, Fayard 2000 — «Народження привида»
- Le singe égal du ciel, Bourgois 1972, Fayard 1994 — «Неборівна мавпа»
- La Geste serpentine, La Différence 1978, Fayard 2003 — «Зміїний жест»
- Histoire sérieuse et drolatique de l'homme sans nom, Balland 1980, Fayard 2004 — «Серйозна і смішна історія безіменної людини».
- Les Tribulations héroïques de Balthasar Kober, Balland 1980, Fayard 1999 — «Героїчні поневіряння Балтазара Кобера»
- La cendre et la foudre, Balland 1982, Fayard 2003 — «Попіл і порох»
- Les Égarés, roman PRIX GONCOURT, Balland 1983, Fayard 2000 — «Заблудлі душі»
- Le Fils de Babel, Balland 1986, Fayard 2004 — «Син Вавилона»
- La Femme écarlate, Fallois 1989, Fayard 2008 — «Червона жінка»
- La Chevauchée du vent, Table ronde 1991, Fayard 2002 — «Вітер верхи»
- L'Enigme du Vatican, Fayard 1995 — «Загадка Ватикану»
- Stéphanie Phanistée, Fayard 1997 — «Стефані Фаністе»
- Les Obsèques prodigieuses d'Abraham Radjec, Fayard 2000 — «Грандіозний похорон Авраама Раджека»
- La Proie du diable, Fayard 2001 — «Здобич диявола»
- Dieu, l'univers et madame Berthe, Fayard 2002 — «Бог, всесвіт і мадам Берта»
- Tao, le haut voyage, Fayard 2003 — «Тао, прадавня подорож»
- L'amour pélerin, Fayard 2004 — «Мандрівне кохання»
- Un infini singulier, Fayard 2004 — «Одинока безконечність»
- Le Manège des fous, Fayard 2005 — «Манеж безумців»
- Monsieur l'Enfant et le cercle des bavards, Fayard 2006 — «Пан-дитина і коло пліток»
- Dernières nouvelles de l'au-delà, Fayard 2007 — «Останні новини з того світу»
- Le chaudron chinois, Fayard 2008 — «Китайський казанок»
- Christos, enquête sur l'impossible, Fayard 2009 — «Христос, розслідування неможливого»

### Поезія
Під псевдонімом «Данієль Саррера» вийшли:
- L'Ostiaque, L'Anthrope, 1951 — 1953. Nouveau Commerce) — «Остячка», «Антропа»

Під власним іменем:
- Orphée assassiné (1948) — «Убитий Орфей»
- Passage de l'ombre (1952). (Recherches graphiques) — «Перехід тіні»
- L'Arbre à Pain (1954, 1992) — «Хлібне дерево»
- Encres et écritures (2010). Les Editions du Cherche-Midi — «Чорнило і письмена»

### Есеї
- Les Premières Images chrétiennes: du symbole à l'icône, Fayard 1996 — «Перші критські зображення: від символу до образу»
- Houng, Les Sociétés secrètes chinoises, Balland 1987, Fayard 2003 — «Хун: китайські таємні товариства»
- Le Monde à l'envers, Hachette-Massin 1980 — «Світ навиворіт»
- l'Œil d'Hermès, Arthaud 1982 — «Гермесове око»
- L'Anagramme du Vide, Bayard 2005 — «Анаграма порожнечі»
- Don Juan le révolté, Ecriture 2009 — «Бунтівливий Дон Жуан»
- Réfugié de nulle part, Fayard 2010 — «Біженець у нікуди»

### Різне
- Tragics, collages, San Lazzaro, 1961 — «Трагічне» (колажі)
- Les sept femmes de Barbe-Bleue, La Boîte noire, 1966 — «Сім жінок Синьої Бороди»
- Kaléidoscope, aphorismes, Moulin de l'étoile, 2007 — «Калейдоскоп (афоризми)»
- Emblèmes, Moulin de l'étoile, 2008 — «Емблеми»

Під псевдонімом Данієль Саррера вийшли:
- Œvre, Le Nouveau Commerce, Paris 1974 — «Твір»
- Journal, Le Nouveau Commerce, Paris 1976 — «Щоденник»

### Цитати
- Коли виражають своє «я», еґо мовчить.
- Бажання на всіх його рівнях — це брама таємниці.
- Підкладка дійсности — це, безперечно, натуральна тканина; еге ж, я сам до неї учащав.
- Обманути вигадку — це обійти закон заперечення.
- Знайте, що мрії пам'ятають вас!
- Я вважаю, що всі більш-менш цінні твори — постановка або перспектива огляду.
- Вділяючи в заставу життю радше вірність, ніж свою темну сторону, я спробував зробити з мого мистецтва динамічну тяглість на різних рівнях моєї совісти.
- Загалом узявши, той океан писанини — це не що інше, як перипетії підчищування підчисток, ведені без мого відома (або ж і з відома) метафоричною оповіддю: існування в подорожі наосліп до невизначеної істоти, яка щоранку спонукала мене знову братися до благодатної й виснажливої роботи.
- Різні релігії стали мені столом для гри в шахи чи пінґ-понґ, де нарешті я позмагався з самим собою.
- Цілком можливо, що велика частина моєї роботи підпадає під те, що нині називають парадоксальним мисленням, а я б радше назвав парадоксальним пробудженням із парадоксального сну, де, здається, постають мрії.
- Якби довелося порівняти себе з літературним персонажем, я б волів постукати у хвіртку преподобного Доджсона і зодягтися Божевільним Капелюшником.
- Дуже хисткою драбинкою спуститися в трюми, відтак іншою знову зійти на палубу, звідки видно море, небо й нежданих чайок.

## Переклади
Твори Фредеріка Трістана перекладено 22 мовами, зокрема англійською, іспанською, італійською, шведською, норвезькою, нідерландською, німецькою, російською, чеською, івритом і українською.
Український переклад:
Фредерік Трістан. Заблудлі душі / Переклад з франц. Віктора Шовкуна. — Львів: Класика, 1998. — 441 с.

## Критика
Трістана вважають одним із найоригінальніших письменників двадцятого століття. Численні статті преси про нього поміщено в IMEC.
- «Книги Фредеріка Трістана не мають відповідників у Франції завдяки багатству інтриги, поворотів сюжету й теми» (Бернар Піво, журнал «Lire»)
- 1985 року Бріжит Массо написала розвідку «Фредерік Трістан» (Frédérick Tristan, Ed. Balland)
- 2000 року вийшов твір Венсана Анжеля «Фредерік Трістан, або Партизанська війна художньої літератури» (Frédérick Tristan ou la guerilla de la fiction, Ed. du Rocher)
- Літературний журнал «Brèves» присвятив свій червневий випуск 2010 року розмові Фредеріка Трістана і Юбера Адда, а також критичним статтям та оглядам Лорана Флідера, Марселя Моро, Жана-Клода Болоня та інших
- Літературний журнал «Le Matricule des anges» у жовтні 2010 року опублікував велику розвідку й інтерв'ю про «Біженця в нікуди»

## Нагороди і відзнаки
- Ґонкурівська премія за роман «Заблудлі душі» (1983)
- Велика літературна премія від Спілки літераторів за весь обсяг роботи (2000)

## Лінки
- Офіційний сайт Фредеріка Трістана
- Інтерв'ю з Фредеріком Трістаном — текстове і відео